# El Moro Canyon orthohantavirus
El Moro Canyon orthohantavirus (англ.), ранее El Moro Canyon virus, —  вид вирусов из семейства Hantaviridae порядка Bunyavirales. Является причиной заболевания хантавирусный кардиопульмональный синдром. Наряду с вирусами Син Номбре и Prospect Hill orthohantavirus распространён на территории Северной Америки. В 2017 году в связи с выделением порядка Bunyavirales и ревизией рода Hantavirus название вида изменено, как и у большинства других относящихся к порядку таксонов.
Естественным резервуаром для вируса является западная луговая мышь (Reithrodontomys megalotis). В процессе пятилетнего исследования было доказано, что вирус El Moro Canyon hantavirus является энзоотичным для этого вида грызунов на территории штата Колорадо и присутствует у более чем 11,9 % всей популяции.